# Ochanomizu
Ochanomizu (御茶ノ水) est un quartier de Tokyo, Japon. Il s'étend de la section Yushima de Bunkyō à la section Kanda de Chiyoda. 
Ocha-no-mizu signifie « eau du thé » Pendant la période Edo, l'eau pour préparer le thé du Shogun était extraite de la rivière Kanda-gawa qui traverse le quartier.

## Universités
L'université Meiji, l'université de médecine et d'odontologie de Tokyo et l'université Juntendo ont leur campus principal dans cette aire. Avant le séisme de Kantō de 1923, l'université pour femmes d'Ochanomizu était également installée ici. À la suite du tremblement de terre, l'université a été déplacée dans le voisinage du quartier Otsuka de Bunkyō.

## Commerces
Ochanomizu compte de nombreux magasins d'instruments de musique ainsi que d'équipements de ski.

## Trains
La gare d'Ochanomizu (lignes JR and Marunouchi) permet d'accéder à Yushima Seidō, Yushima Tenjin et Kanda Myōjin. La gare d'Ochanomizu sur la ligne Chuo principale est l'élément central de transport du quartier. 